# Campeonato Europeo de Piragüismo en Eslalon de 2025
El XXV Campeonato Europeo de Piragüismo en Eslalon se celebró en Vaires-sur-Marne (Francia) entre el 14 y el 18 de mayo de 2025 bajo la organización de la Asociación Europea de Piragüismo (ECA) y la Federación Francesa de Piragüismo.
Las competiciones se realizaron en el Canal Olímpico de Piragüsimo en Eslalon de Vaires-sur-Marne.

## Medallistas

### Masculino
| Evento                 | Oro                                                           | Plata                                                          | Bronce                                                                 |
| ---------------------- | ------------------------------------------------------------- | -------------------------------------------------------------- | ---------------------------------------------------------------------- |
| K1 individual (17.05)  | Jiří Prskavec · República Checa · 80,03 pts.                  | Titouan Castryck Francia 81,24 pts.                            | Martin Srabotnik Eslovenia 81,91 pts.                                  |
| K1 por equipos (15.05) | Noah Hegge · Stefan Hengst · Hannes Aigner · Alemania · 85,89 | Titouan Castryck Benjamin Renia Anatole Delassus Francia 86,73 | Pau Echaniz · Miquel Travé · David Llorente · España · 87,40           |
| C1 individual (17.05)  | Miquel Travé · España · 87,32                                 | Nicolas Gestin Francia 88,86                                   | Žiga Lin Hočevar Eslovenia 89,01                                       |
| C1 por equipos (15.05) | Adam Burgess Ryan Westley Luc Royle Reino Unido 91,27         | Luka Božič Žiga Lin Hočevar Benjamin Savšek Eslovenia 92,81    | Matej Beňuš · Marko Mirgorodský · Michal Martikán · Eslovaquia · 94,75 |

### Femenino
| Evento                 | Oro                                                                                | Plata                                                            | Bronce                                                             |
| ---------------------- | ---------------------------------------------------------------------------------- | ---------------------------------------------------------------- | ------------------------------------------------------------------ |
| K1 individual (17.05)  | Ricarda Funk · Alemania · 89,36 pts.                                               | Gabriela Satková · República Checa · 92,59 pts.                  | Zuzana Paňková · Eslovaquia · 93,67 pts.                           |
| K1 por equipos (15.05) | Gabriela Satková · Lucie Nesnídalová · Antonie Galušková · República Checa · 98,86 | Maialen Chourraut · Laia Sorribes · Leire Goñi · España · 100,50 | Kimberley Woods Lois Leaver Nikita Setchell Reino Unido 101,22     |
| C1 individual (17.05)  | Mònica Dòria Vilarrubla · Andorra · 103,73                                         | Laurène Roisin Francia 106,76                                    | Doriane Delassus Francia 107,23                                    |
| C1 por equipos (15.05) | Gabriela Satková · Martina Satková · Adriana Morenová · República Checa · 103,00   | Angèle Hug Laurène Roisin Doriane Delassus Francia 105,25        | Elena Borghi · Marta Bertoncelli · Elena Micozzi · Italia · 107,44 |

### Eslaloncrossmasculino
| Evento                      | Oro                                 | Plata                         | Bronce                       |
| --------------------------- | ----------------------------------- | ----------------------------- | ---------------------------- |
| K1 cross individual (18.05) | Gabriel De Coster · Bélgica · 53,80 | Mathurin Madoré Francia 54,14 | Benjamin Renia Francia 54,31 |
| K1 cross (18.05)            | Jakub Krejčí · República Checa      | Benjamin Renia Francia        | Sam Leaver Reino Unido       |

### Eslaloncrossfemenino
| Evento                      | Oro                           | Plata                    | Bronce                            |
| --------------------------- | ----------------------------- | ------------------------ | --------------------------------- |
| K1 cross individual (18.05) | Camille Prigent Francia 58,10 | Angèle Hug Francia 59,22 | Kimberley Woods Reino Unido 59,33 |
| K1 cross (18.05)            | Camille Prigent Francia       | Emma Vuitton Francia     | Olga Samková · República Checa    |

## Medallero
| Núm. | País            | Oro | Plata | Bronce | Total |
| ---- | --------------- | --- | ----- | ------ | ----- |
| 1    | República Checa | 4   | 1     | 1      | 6     |
| 2    | Francia         | 2   | 9     | 2      | 13    |
| 3    | Alemania        | 2   | 0     | 0      | 2     |
| 4    | España          | 1   | 1     | 1      | 3     |
| 5    | Reino Unido     | 1   | 0     | 3      | 4     |
| 6    | Andorra         | 1   | 0     | 0      | 1     |
| 6    | Bélgica         | 1   | 0     | 0      | 1     |
| 8    | Eslovenia       | 0   | 1     | 2      | 3     |
| 9    | Eslovaquia      | 0   | 0     | 2      | 2     |
| 10   | Italia          | 0   | 0     | 1      | 1     |
|      | TOTAL           | 12  | 12    | 12     | 36    |